# Wilhelm von Gebler
Wilhelm von Gebler (* 5. April 1803 in Greiz im Fürstentum Reuß-Greiz; † 6. Mai 1884 in Bozen) war ein kaiserlich-österreichischer Feldmarschallleutnant und Militär-Schriftsteller.

## Leben
Er war der Sohn eines Hauptmanns und wurde an der Theresianischen Militärakademie ausgebildet. Anschließend kam er am 21. Oktober 1815 als Fähnrich in das Infanterie-Regiment Nr. 38 (Prohaska). Im Jahr 1829 wurde er dem General-Quartiermeisterstab zugeteilt. Dort war er in der Zeichnungs-Kanzlei und in der kriegsgeschichtlichen Abteilung eingesetzt.
Am 26. Mai 1830 wurde er dort Leutnant, am 25. Juni 1833 Oberleutnant und am 5. April 1836 Hauptmann. Er wurde dann bei der Kartografierung von Mähren eingesetzt und kam dann nach Italien. Er durchlief da mehrere Stellen im Generalstab und der Landesaufnahme. Am 25. Juli 1845 wurde er Major und kam zum Generalstab nach Innerösterreich. Am 1. Mai 1847 wurde er zur kriegsgeschichtlichen Abteilung versetzt und wurde am 7. Juni 1847 provisorischer Kanzlei-Direktor. Er wurde am 23. September 1848 zum Oberstleutnant befördert und nahm während der Revolution von 1848 an mehreren Gefechten um Wien teil. Am 17. August 1849 wurde er bereits Oberst, blieb aber weiter Kanzlei-Direktor. Als solcher kämpfte er 1848 und 1849 in Ungarn.
Er wurde am 19. Mai 1853 zum Generalmajor ernannt und am 21. November 1856 als Kommandant in die Festung Zara versetzt. Als 1859 die Franzosen die Festung im Rahmen der Sardinischen Krieges erobern sollte, gelang es ihm die Festung zu verteidigen. Dafür wurde er am 1. Oktober 1859 zum Feldmarschall-Lieutenant befördert. Nach seiner Pensionierung zog er sich nach Gries bei Bozen zurück.
Gabler hatte sich bereits im Generalstabsdienst ausgezeichnet und war Träger zahlreicher Orden:
- königlich hannoverscher Guelfen Orden, 1848[2]
- königlich niederländischer Orden der Eichenkrone
- großherzoglich hessischer Ludwigsorden, 1848. Die großherzoglich hessische Auszeichnung erhielt er im Februar oder März 1848 für die Abfassung der Biographie von Landgraf Philipp von Hessen-Homburg verliehen.[3]
- herzoglich lucca'schen St. Georgs-Orden, 2. Klasse, 1845[4]

## Werke
Er war lange Jahre als Militär-Schriftsteller tätig, in „Militärische Zeitschrift“ veröffentlichte er mehrere kriegsgeschichtliche Aufsätze, darunter:
- Geschichte des 5. Hussaren-Regimentes
- Nekrolog des Feldmarschall-Lieutenants Leopold Graf Rothkirch

Als Buch erschien:
- Denkwürdigkeiten aus dem Leben des Feldmarschalls Landgrafen Philipp zu Hessen-Homburg mit Benützung österreichischer Originalquellen, Digitalisat
- Das k.k. österreichische Auxiliarcorps im russischen Feldzuge 1812, Digitalisat[5]
- Geschichte des Herzogsthums Steiermark von den ältesten Zeiten bis auf unsere Tage, Digitalisat

## Familie
Er war mit Marie von Gebler (* 12. Januar 1815; † 14. Januar 1873) verheiratet. Das Paar hatte zwei Söhne, darunter:
- Karl (* 29. November 1850; † 7. September 1878), österreichischer Offizier und Historiker